# إيرودا تولياجانوفا
إيرودا تولياجانوفا مواليد 7 يناير 1982 في طشقند، هي لاعبة كرة مضرب أوزبكستانية سابقة بدأت مسيرتها كمحترفة سنة 1999 وكانت تلعب باليد اليمنى، اعتزلت اللعب في 2010. كما أنها إحدى بطلات الجراند سلام. أعلى تصنيف لها في الفردي كان المركز الـ 16 في سنة 2002. سبق أن شاركت في دورة الألعاب الأولمبية الصيفية.

## الميداليات
| الميدالية | المسابقة                   |
| --------- | -------------------------- |
| ذهبية     | دورة الألعاب الآسيوية 2002 |

## وصلات خارجية
- إيرودا تولياجانوفا على موقع رابطة محترفات التنس (الإنجليزية)
- إيرودا تولياجانوفا على موقع الاتحاد الدولي لكرة المضرب (الإنجليزية)
- إيرودا تولياجانوفا على موقع كأس بيلي جين كينغ (الإنجليزية)
- إيرودا تولياجانوفا على موقع خلاصة التنس.كوم (الإنجليزية)
- إيرودا تولياجانوفا على موقع إي إس بي إن.كوم (الإنجليزية)
- إيرودا تولياجانوفا على موقع أوليمبيديا (الإنجليزية)

- الموقع الرسمي